# گاه‌نگاری آمریکای مرکزی

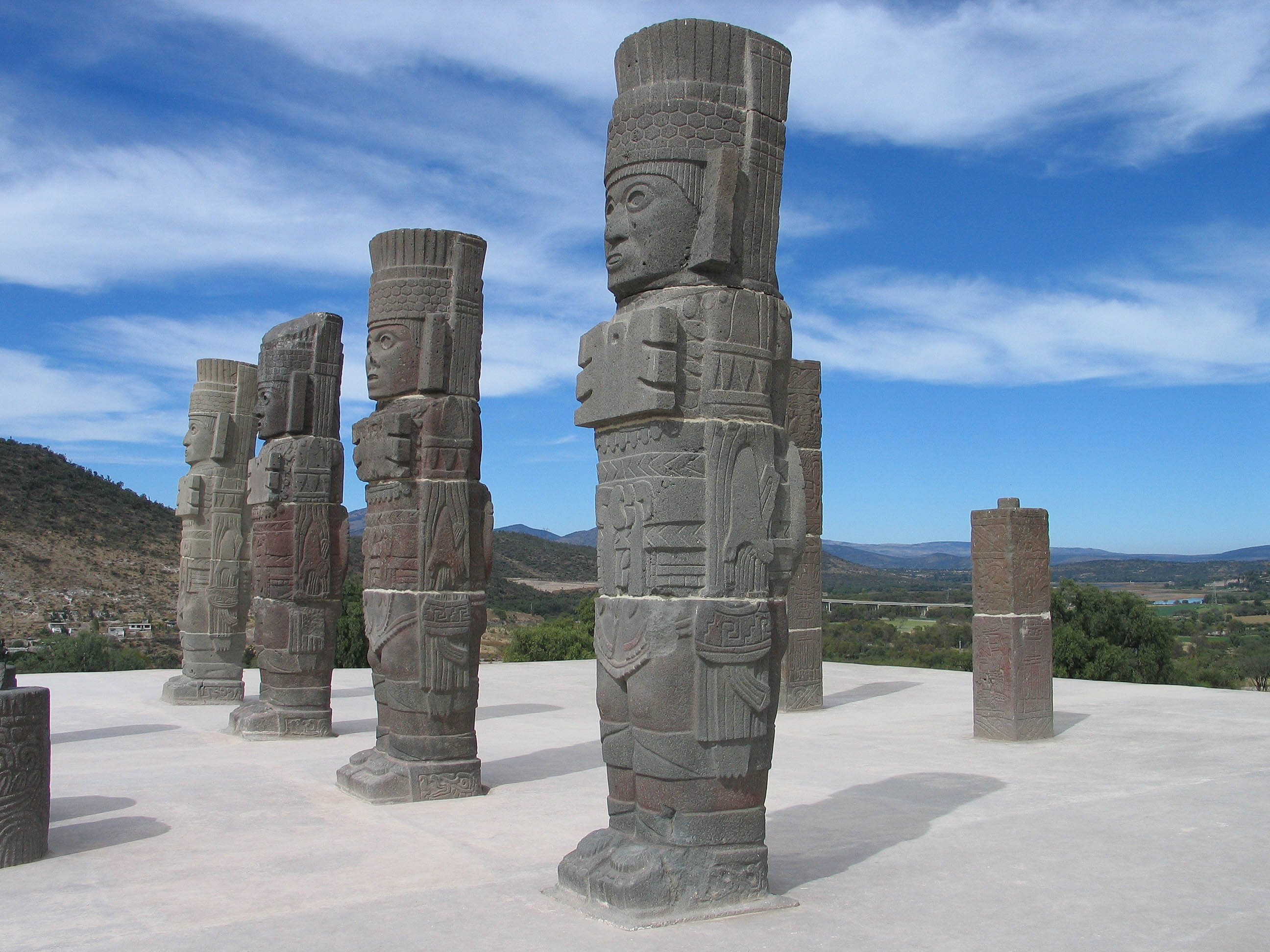
ستون‌های پهلوان‌پیکر، مربوط به دوران پیشاکلمبی در شهر باستانی تولا واقع در ایالت هیدالگو مکزیک

گاه‌نگاری آمریکای مرکزی به بررسی وقایع مهم و تقسیم‌بندی‌های تاریخی حوزه فرهنگی و متمدن آمریکای مرکزی در دوران پیشاکلمبی می‌پردازد. این دوره‌ها با ورود سرخپوستان پالئو به این مناطق آغاز می‌شود و با شکست کامل بومیان آمریکای مرکزی از اسپانیایی‌ها پایان می‌پذیرد.

## دوره‌ها
- دوره ورود سرخپوستان پالئو که در میان سال‌های ۱۰۰۰۰ تا ۳۵۰۰ پیش از میلاد صورت پذیرفت.
- دوران کهن (۳۵۰۰–۲۰۰۰ پیش از میلاد) در این دوران کشاورزی و نساجی رونق یافت.
- دوران پیشاکلاسیک (۱۸۰۰ پیش از میلاد تا ۲۰۰ میلادی) دوره شکوفایی شهرهای تئوتیهواکان و پیشرفت اولمکها.
- دوران کلاسیک (۲۰۰–۱۰۰۰ میلادی) دوران اوج و ترقی مایاها که به عصر طلایی مایاها نیز مشهور است. پیشرفت‌های عظیم در زمینه معماری و علوم حاصل شد.
- دوران پساکلاسیک (۱۰۰۰–۱۶۹۷ میلادی) دوران افول و زوال تمدن‌های آمریکای مرکزی و البته شکوفایی و قدرت‌یابی تمدن آزتک‌ها و در همان زمان حمله اروپایی‌ها به مناطق آمریکای مرکزی. در این مرحله حیات مستقل بومی آمریکای مرکزی با سقوط شهرهایی مانند یوکاتان به پایان رسید.